# Листы господаря литовского

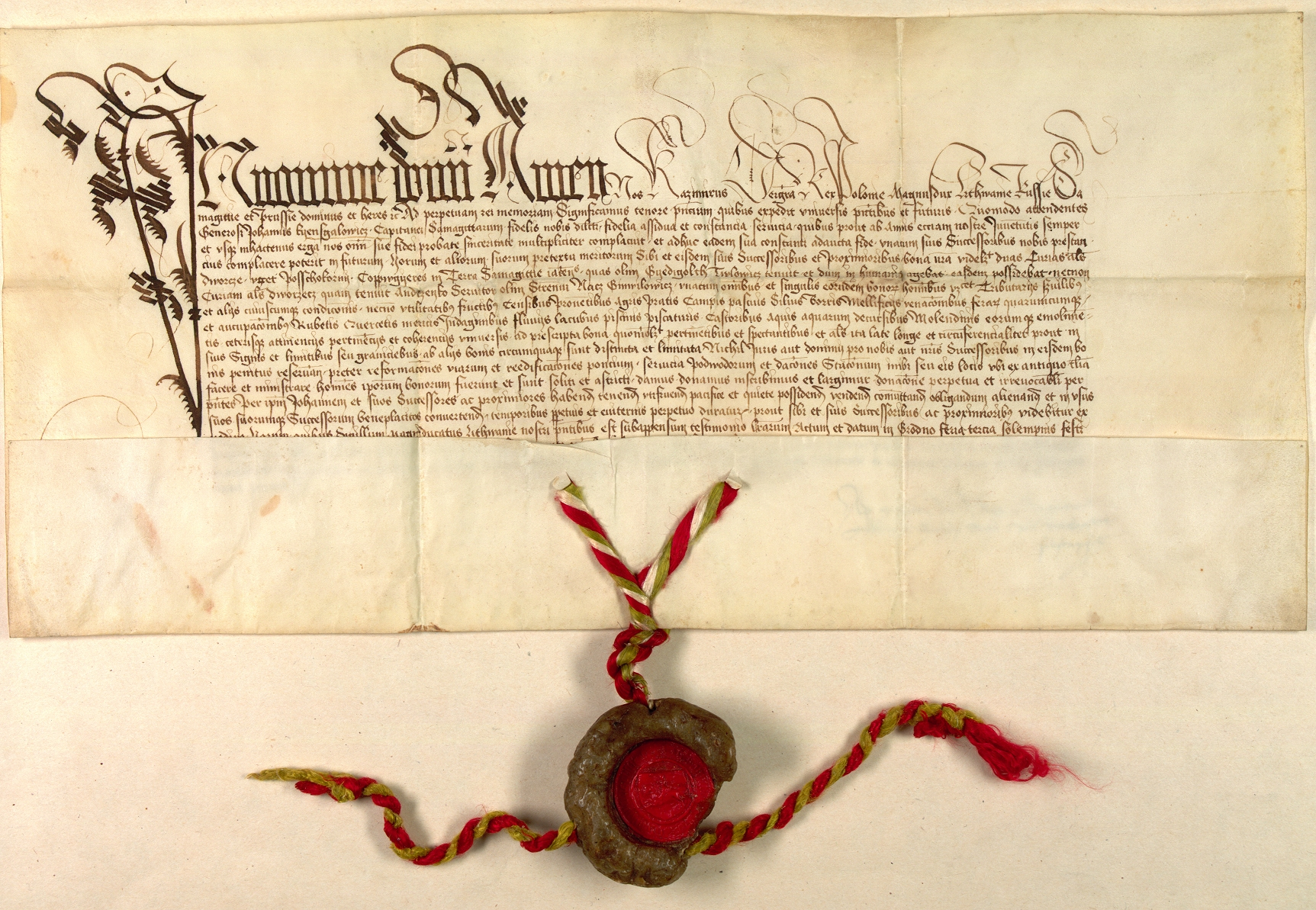
Привилей короля польского и великого князя литовского Казимира Ягеллончика, 1465 год

Листы господаря литовского — это грамоты, издаваемые в канцелярии великого князя литовского. Великий князь литовский ясно излагал причину выдачи своих грамот: «мы листы н(а)ши даем такъ, какъ хто в насъ просит(ь)»
В понимании великого князя («господаря») ответственность за выдачу листов падала не на него и его писарей, а на получателей, выпросивших их у великого князя
Сохранился ряд фактов, свидетельствующих о восстановлении утраченных (сгоревших, утерянных, утонувших) документов. Поиск последних в книгах Метрики не производился, также как и восстановление их текстов по упомянутым книгам. Утраченные в силу разных причин документы восстанавливались на «поведанье» местных властей, на основании «сведомья» панов-радных и даже просто «добрых людей», что утраченные документы действительно существовали. В некоторых случаях великий князь мог назначить расследование, действительно ли проситель владел теми или иными землями и т. д. Но чаще всего достаточно было свидетельства просителя, что тот или иной лист когда-то существовал, или предоставления «знаков», т. е. останков этого листа. Во всяком случае, в источниках нет указаний о каких-либо дополнительных «сведомьях». Главным основанием для выдачи, в частности, новых «потвержоных» листов была давность владения просителя.
Правительство по собственной инициативе, вероятно, редко отнимало отчины. Если же это бывало, то обыкновенно по вине разных челобитчиков, которые выпрашивали себе именья, «не поведаючи отчичов», как пустые, оставшиеся «без наследков», или как именья, данные настоящим владельцам их «до воли господарской». Неудовлетворительное состояние государственной регистратуры благоприятствовало этому, так как правительство не имело под руками таких списков и описей, которые бы давали ему возможность быть в курсе и легко ориентироваться в фактах и отношениях военно-служилого землевладения. По подсчётам К. Петкевича из всех актов великого князя Александра, информация о которых ему известна, в сохранившихся книгах Метрики отсутствует около 44% документов. Исходя из этих данных, он предполагает, что эта половина документов либо не была вписана в книги, либо половина книг Метрики не сохранилась до наших дней. Истину исследователь предлагает искать посередине. По мнению К. Петкевича, практика канцелярии была несовершенной — она копировала только часть издаваемых в ней актов.
Идеальный господарь представлялся людям того времени прежде всего как «шчодробливый», «добротливый» и «ласкавый». Однако щедрость, «добротливость» и ласкавость не являлись синонимом благотворительности. Взамен проявления этих качеств господарь ожидал от подданных максимум «нелитованья» горла, минимум — верной службы. Идеальные отношения между монархом и подданными в сфере повседневных практик видоизменялись: обращаясь к господарю с какой-либо просьбой, подданные подкрепляли её материальными приношениями. Тот факт, что в жалованных листах в качестве единственного мотива или одного из мотивов пожалования наряду с верной службой выступало также и челобитье («бил нам челом земянин овруцкий, на имя Булгак Белавский» ), указывает на то, что господарь ценил и щедрость подданных. Нам мало что известно о действии обязанности принимать дар, но в канцелярии ВКЛ первой трети XVI ст. механизм отдаривания вступал в силу автоматически, как только дар, то есть челобитье, было принято. В этом контексте важным является следующий вопрос: в какой степени великокняжеское пожалование (в данном случае – отдаривание) соответствовал просьбе челобитчика; другими словами, подразумевалось ли, что предметом пожалования непременно должно было являться то, о чём просил челобитчик? Подчас складывается впечатление, что господарь жаловал то, что у него просили, даже вопреки элементарному здравомыслию. Эта щедрость была одним из источников пополнения великокняжеского скарба, средства которого направлялись, в том числе, на выполнение обязанностей господаря перед подданными. Сила просьбы-дара делала крайне трудным отказ в просьбе даже в тех случаях, когда предмет прошения был уже передан другому лицу. Одним из средств сохранить полученное, своеобразной гарантией от передачи его в другие руки была специальная оговорка в жалованном листе. Из этих оговорок следует, что, в принципе, господарь мог отобрать пожалование на основании «помовы людской», заочной «обмовы» и «поведанья», но мог и провести разбирательство, «поставивши» обвиняемого «очи на очи» «на явъномъ суду хрестиянъскомъ».